# Die Nylonschlinge
Die Nylonschlinge ist ein deutscher Kriminalfilm, der unter der Regie von Rudolf Zehetgruber gedreht wurde. Der Filmproduzent Erwin C. Dietrich wollte mit dem Schwarzweißfilm an den Erfolg der Edgar-Wallace-Filme anknüpfen. Der bundesweite Kinostart war am 30. Juli 1963.

## Handlung
Als während einer Striptease-Nummer in der Londoner Esquire-Bar das Licht ausgeht, wird Inspektor Powers von Scotland Yard mit einer Nylonschlinge erdrosselt. Inspektor Harvey und Sergeant Masters übernehmen die Ermittlungen. Powers hatte den Nachtclub anstelle des erpressten Mr. Wilkins aufgesucht. Wenig später wird auch dieser mit einer Nylonschlinge erwürgt. Wilkins war Mitglied einer derzeit auf dem Schloss Elford Manor stattfindenden Gründungsversammlung der Southern Oil Company. Inspektor Harvey stellt fest, dass die übrigen Versammlungsmitglieder ebenfalls Erpresserbriefe erhalten haben.
Unterdessen entdecken Harvey und Masters auf Elford Manor noch weitere merkwürdige Vorkommnisse und Personen. So hat der junge Lord Elford, Sir David, ein Verhältnis mit der zweifelhaften Tänzerin Nicole aus der Esquire-Bar. Der alte Lord scheint hingegen wie besessen von wissenschaftlichen Untersuchungen an den Mumien aus den Schlosskatakomben, in denen sich auch noch eine unheimliche Gestalt namens Henry herumtreibt. Es dauert schließlich nicht lange, bis weitere Gesellschafter dem Nylonschlingen-Mörder zum Opfer fallen.
Am Ende stellt sich heraus, dass der entstellte Henry einst die attraktive Jane Stone, die sich ebenfalls unter den Schlossgästen befindet, aus dem brennenden Elternhaus gerettet hat. Deren Onkel Charles Clifton, ebenfalls ein Gesellschafter der Southern Oil Company, ist ein skrupelloser Geschäftsmann. Er hatte seinerzeit aus Geldgier Janes Eltern umgebracht und ist der gesuchte Mörder mit der Nylonschlinge. Schließlich wird er mit seiner eigenen Mordwaffe von Henry gerichtet.

## Entstehungsgeschichte
Im Zuge der seit 1959 vom Constantin-Filmverleih vermarkteten Edgar-Wallace-Filme der Rialto Film entstanden in den 1960er Jahren zahlreiche weitere Kriminalfilme nach ähnlichem Muster. Auch der schweizerische Filmproduzent Erwin C. Dietrich, der seit 1962 in Deutschland arbeitete, brachte mit Die Nylonschlinge ein solches Werk in die Kinos.
Als Regisseur war ursprünglich Victor Trivas vorgesehen, der aber das Drehbuch ablehnte und stattdessen sein eigenes Script Die Totenparade verfilmen wollte. Produzent Dietrich verpflichtete nun Rudolf Zehetgruber, der mit dem österreichischen Krimi Die schwarze Kobra gerade erst einen überzeugenden Film des Genres geschaffen hatte.
Die Dreharbeiten zum Film fanden 1963, auf dem kommerziellen Höhepunkt der Kriminalfilmwelle, statt. Das Drehbuch stammte von Fred Ignor und Thomas Engel. Die Produktion der in West-Berlin ansässigen Monachia-Film fand mit Unterstützung der Urania Filmproduktion Zürich statt. 

## Rezeption
Die FSK gab den Film am 25. Juli 1963 ab 16 Jahren frei. Am 30. Juli 1963 startete er in den bundesdeutschen Kinos. Die Nylonschlinge erwies sich als erfolgreicher Pseudo-Wallace. Produzent Dietrich beteiligte sich im Jahr an der Produktion des Abenteuerkrimis Ein Sarg aus Hongkong. 1965/66 realisierte er mit Der Würger vom Tower noch einmal einen Krimi im Edgar-Wallace-Stil, bevor er sich vor allem der Produktion von Softsexfilmen widmete.

### Kritiken
„Unter der geschickten Hand des Regisseurs Rudolf Zehetgruber überzeugen gute Darsteller in diesem knallharten deutschen Krimi: Dietmar Schönherr als Inspektor, Helga Sommerfeld, ein sehr apartes Gesicht, als Erbin eines großen Vermögens und so profilierte Schauspieler wie Ernst Schröder und Gustav Knuth als Finanziers. Den Sex liefert Laya Raki, das Gruseln Adi Berber.“

„Ein, mit mehr oder weniger Geschick Edgar Wallace nachempfundener Streifen, der lediglich dessen unheildrohende Schauplätze und konfiszierte Figuren in seriöser Verkörperung aufweist.“

„Verworrener Krimi.“